# طويل جدا لم أقرأه
«طويل جداً؛ لم أقرأه» (بالإنجليزية: too long; didn't read)‏، هي لغة عامية على الإنترنت للتعبير عن أن بعض النصوص التي يتم الرد عليها قد تم تجاهلها بسبب طولها، كما يستخدم لتقديم ملخص لمنشور أو مقال إخباري على الإنترنت.
تعود العبارة إلى عام 2002 على الأقل، وأضيفت إلى قواميس أكسفورد على الإنترنت في عام 2013.

## ادوات التلخيص بالذكاء الاصطناعي
ومع انتشار أدوات الذكاء الاصطناعي أصبح بالأمكان تلخيص المقالات والملفات ومن أشهرها أداة TDLR this المجانية وغيرها من الأدوات الأخرى والتي تقدم الكثير منها خدمات التلخيص للنصوص سواء بالمجان أو برسوم حسب الاشتراك